# Бермон
Бермон (фр. Bermont) је насељено место у Француској у региону Франш-Конте, у департману Територија Белфор.
По подацима из 2011. године у општини је живело 360 становника, а густина насељености је износила 131,39 становника/km².

## Демографија
| 1962. | 1968. | 1975. | 1982. | 1990. | 2011. |
| ----- | ----- | ----- | ----- | ----- | ----- |
| 110   | 123   | 174   | 226   | 234   | 360   |